# Kaider
Kaider ist ein Gemeindeteil der oberfränkischen Stadt Bad Staffelstein im Landkreis Lichtenfels.

## Geographie
Kaider liegt etwa acht Kilometer südöstlich von Bad Staffelstein am Fuß der Weißjurahochfläche östlich des Maintals. Das Dorf wird vom Kümmersreuther Graben und dem Kaiderbach, der in End in den Döritzbach mündet, in Richtung Westen durchflossen. Die Staatsstraße 2204 führt an Kaider vorbei.

## Geschichte
Kaider wurde erstmals, gemäß einem Druck von 1823, im Jahr 1231 erwähnt, als Ludwig von Raueneck dem Würzburger Bischof Hermann die Hälfte der Burg Raueneck unter anderem mit „Tabemarsdorf“ unter die Lehenshoheit stellte. 1264 verkaufte Cunemund von Sonneberg seine Güter in „Dabermarsdorf“ dem Kloster Langheim. 1299 veräußerten Kunemund (Kanoniker am Bamberger Dom) und sein Bruder Albert von Giech, bambergischer Ritter, unter anderem ihre Güter in Dabermarsdorf an das Kloster Langheim. Im Jahr 1554 folgte ein Wechsel des Ortsnamens von „Dabermarsdorf“ zu „Keytter“.
Im Jahr 1801 wurden für das damalige „Keidter“ oder „Adermannsdorf“ ein Hirtenhaus und sieben mit Stadeln versehene Häuser verzeichnet. Die Einwohner waren nach Uetzing gepfarrt. Der Ort gehörte zum Gebiet des Bamberger Hochstifts. Die Lehen-, Vogtei-, Dorf- und Gemeindeherrschaft besaß das Kloster Langheim.
1818 wurden die vier Orte Kaider, End, Kümmersreuth und Schwabthal zu einer Gemeinde zusammengefasst. 1862 erfolgte die Eingliederung der Landgemeinde Schwabthal in das neu geschaffene bayerische Bezirksamt Staffelstein. 1871 hatte das Dorf Kaider 62 Einwohner und 31 Gebäude. Die katholische Schule und die Kirche befanden sich im 2,2 Kilometer entfernten Frauendorf. 1900 umfasste die Landgemeinde Schwabthal eine Fläche von 1141,90 Hektar und hatte 365 Einwohner, von denen alle katholisch waren, 73 Wohngebäude. In Kaider lebten 53 Personen in 11 und 1925 79 Personen in 11 Wohngebäuden. 1950 waren es 117 Einwohner und 12 Wohngebäude, die zuständige evangelische Pfarrei befand sich in Staffelstein. Im Jahr 1970 hatte das Dorf 78 Einwohner. Am 1. Juli 1972 wurde der Landkreis Staffelstein aufgelöst und Kaider in den Landkreis Lichtenfels eingegliedert. Am 1. Januar 1978 folgte die Eingemeindung nach Staffelstein. Im Jahr 1987 hatte das Dorf 83 Einwohner sowie 24 Wohngebäude.
1934 gründete Albert Neupert das Unternehmen Steinwerke Kaider, das Kalkstein abbaut. 1951 folgte zur Gewinnung von Dolomit die Erschließung des benachbarten Steinbruchs Deisenstein am Kümmersreuther Berg.

## Sehenswürdigkeiten

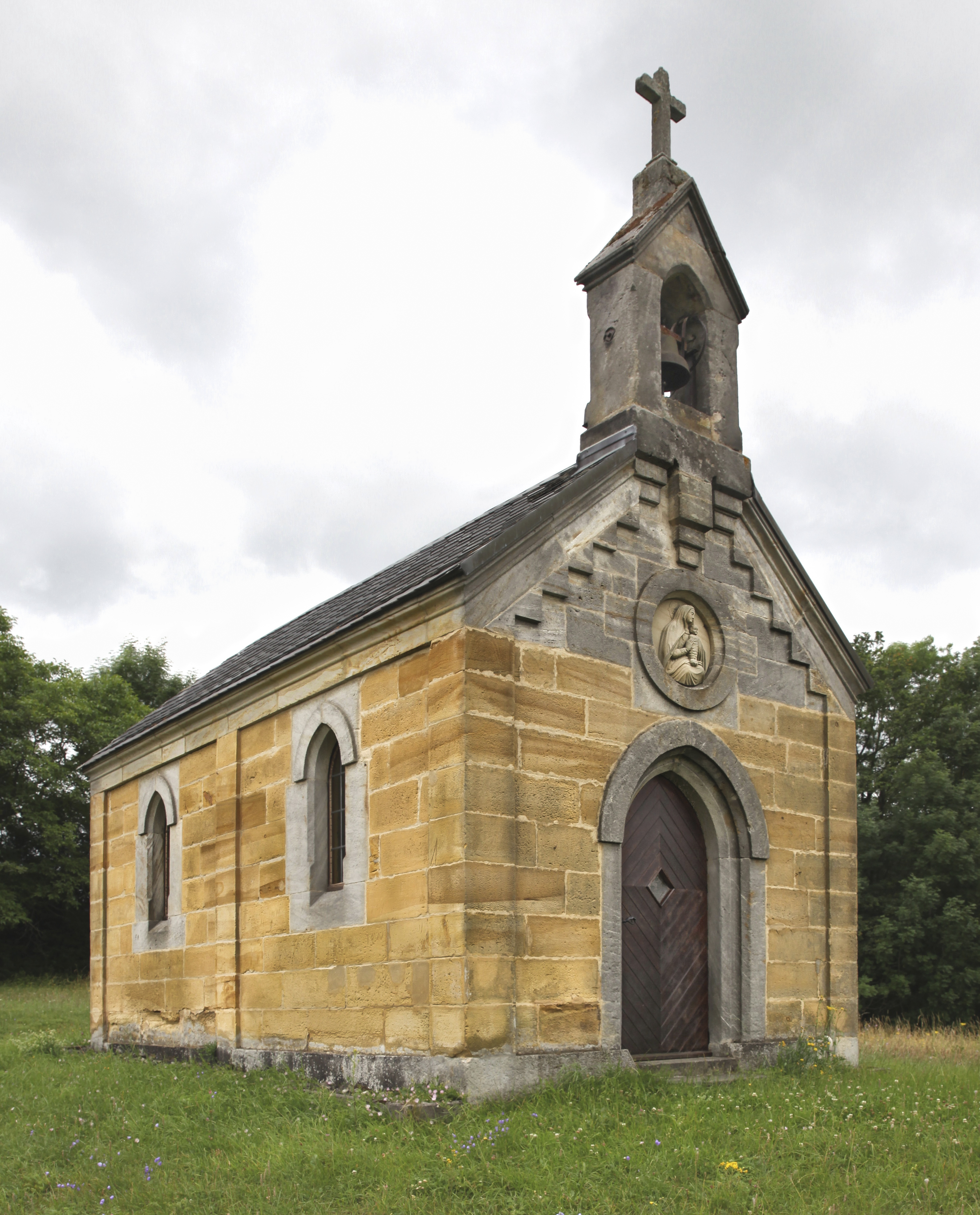
Marienkapelle

Die katholische Ortskapelle St. Maria wurde um 1860/80 auf einem Hügel an Stelle einer baufälligen Kapelle errichtet. Die Finanzierung erfolgte größtenteils durch Spenden der Einwohner. Es ist ein zweiachsiger Sandsteinquaderbau mit einem offenen Giebelreiter. Der Innenraum mit einem neugotischen Altärchen wird von einer flachen Putzdecke überspannt.
In der Bayerischen Denkmalliste sind für Kaider weitere fünf Baudenkmäler aufgeführt.